# Kleine-Lindt
Kleine-Lindt is een buurtschap in de gemeente Zwijndrecht. De buurtschap ligt een paar honderd meter ten zuidoosten van Heerjansdam.

## Geschiedenis
Kleine Lindt is vernoemd naar N. van de Lindt, een van de acht mensen die na een oproep door Hendrik van Brederode in 1331 een deel van de inpoldering van de Zwijndrechtse waard financierden. Ieder die minimaal 1/16 aandeel van de kosten van de nieuwe waard voor zijn rekening zou nemen, zou de titel Ambachtsheer van een gedeelte van de waard krijgen. De acht personen die daarop reageerden waren: Heer Schobbeland van Zevenbergen, die het gebied rond het huidige Zwijndrecht verkreeg; N van de Lindt, naar wie de Groote en Kleine Lindt zijn genoemd; Heer Oudeland, naar wie Heer Oudelands Ambacht is genoemd; Jan van Roozendaal, die Heerjansdam verkreeg; Daniel en Arnold van Kijfhoek; Claes van Meerdervoort; Adriaan van Sandelingen, die Sandelingen-Ambacht verkreeg en ten slotte Zeger van Kijfhoek, wiens zoon Hendrik Ido ambachtsheer werd.
Kleine Lindt was van 1 april 1817 tot 19 augustus 1857 een zelfstandige gemeente, afgesplitst van en later weer opgegaan in Heerjansdam. Sinds 1 januari 2003 behoort het tot de gemeente Zwijndrecht.
Kernen: Zwijndrecht · Heerjansdam

Buurtschappen: Achter-Lindt · Kleine-Lindt · Kijfhoek · Groote Lindt

Zuid-Holland: Steden en dorpen    Nederland: Provincies · Gemeenten